# Hintőpor

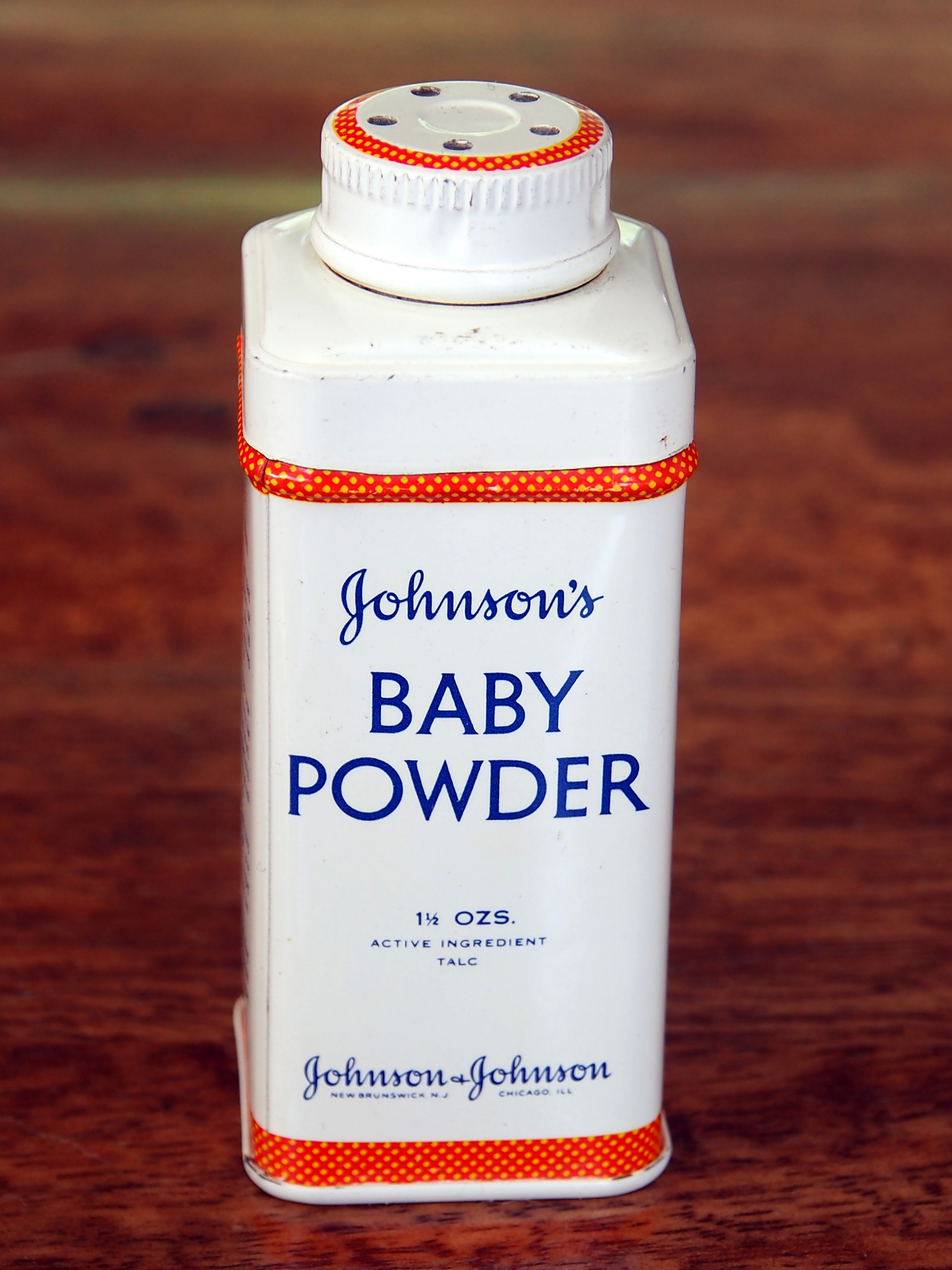
Hintőpor csecsemőknek

A hintőpor (más néven púder) ásványi vagy növényi pornemű anyag, amelyet külön vagy egymással összekeverve szoktak a bőrre hinteni, hogy azt külső káros behatásoktól, mint pl. a levegő nedvességétől, a szél szárító hatásától, bőrváladékok izgató befolyásától megóvja. Kisebb fokú bőrgyulladás gyógyítására is szolgálhat.

## Jellemzői
A hintőporok finomra őrölt, nagyon apró szemcséjű, rendkívül jó nedvszívó képességgel rendelkező, a bőrfelületre megfelelően tapadó anyagokat tartalmazó termékek.
Az ásványi porok közül leginkább használatosak a kovasavas magnézium (a zsírkő), a szénsavas magnézium, a szénsavas mész (kréta), a fehér és piros agyag. A leggyakrabban alkalmazott növényi porok: a rizs-, burgonya-, búza- és kukoricakeményítő. Illatosítás céljából porrá tört írisz- vagy ibolyagyökeret szoktak a hintőporba keverni. Kóros izzadás esetén és különböző okból támadt bőrgyulladások esetében is használják. Lábizzadás elleni hintőpornak szalicilsavat, timsót, keményítőt, talkumot, szeszes bergamottolajat kevernek össze. A bébi-hintőpor finom talkumból, kevés lanolinból és tejkrémből áll. Fürdetés és tisztábatevés után a csecsemő testének érzékenyebb pontjaira hintik.

## Bőrfelületen betöltött szerepe
A hintőporok bőrfelületen betöltött szerepe elsősorban, hogy az egymással érintkező testrészek, amelyek mozgás közben súrlódásnak vannak kitéve, ne érjenek össze, ne pirosodjanak ki. Ezt nemcsak azzal biztosítják a hintőporok, hogy jól tapadnak, az összeérő bőrfelületre, hanem azzal is, hogy olyan adalékanyagokat tartalmaznak, amelyek adott esetben gyulladáscsökkentők, esetleg gombaölők vagy éppen a kiszáradástól védik a bőrt. Jelentős feladata még a szükséges nedvszívás, amely izzadás következményeként lép fel. Mindezeknek az elvárásoknak csak többféle összetevők felhasználásával lehet eleget tenni.

## Mint gyógyszerforma
A hintőpor (sparsorium) a szilárd gyógyszerformák egyike. Nagy tapadóképességű, rendszerint a bőrfelület kezelésére szánt por alakú gyógyszerkészítmény.

## Púder
A kozmetikában használatos arcpúderek nem annyira higiéniai, mint esztétikai indíttatásból kerülnek a bőrfelületre. Magába szívja az izzadságot, ill. az arcbőr faggyúmirigyeinek váladékát, ezáltal mattító hatással bír (vö. "zsírtól fénylő arc"). A kisebb bőrhibák elfedésén, a vonások részleges korrigálásán túl az arcbőr színét is módosíthatja. A színtelen, fehér, matt, bársonyos hatású termékeken túl számtalan egyéb is kapható: rózsaszínes, bézs, krémszínű, halvány árnyalatokon túl erőteljesebb, sötétebb, akár kreol, napbarnított bőr-hatású termékek (bronzosító) is léteznek. És ugyancsak igény szerint kínálnak többé-kevésbé illatosított, parfümös púdereket.
Elsősorban nők használják, de kamerák előtti, vagy erős reflektorfénynek kitett színpadi szereplés stb. során rendszerint férfiak, gyerekek arcára is kerül fedőréteg a sminkesek révén.
A szilárd porpúdereken kívül folyékony, ill. púdergyöngyökből álló golyós púderek is léteznek.
Magyarországon a púder (zsírpúder) az 1880-as években jelent meg a kereskedelmi forgalomban ("az arcnak ifjú üde szépséget és viruló külsőt kölcsönöznek").
A kozmetikai ipart érő bírálatok egyik legfőbbike, hogy az aktuális divathóbortok, sminkirányzatok kiszolgálójaként (és részben diktálójaként) a természetesség, az emberi küllem esetlegességei (és ezáltal egyedisége) ellen fejti ki hatását. Ez fokozottan érvényes az ember legsajátabb testrésze, az arc látványának manipulálására, melyben a púdernek is jelentős része lehet. Egy 19. századvégi élclapban imígyen verselte meg Zsivánka (Ivánka István író, főispán) az akkor dívó módit, a túlzásba vitt szépségszolgáló szer- és eszközhasználatot.
Hajdan és most
Könnyű volt a hajdan korban,
Mely nem ismert púdert, midért,
Hellas habszülötte lánya,
Lelkesülni kellemidért!
Ah de most! bár én szeretném,
S bár a tempót is megteszem:
Csak a midért nyomorgatom,

És hozzá rizspúdert eszem!